# Andy Johansson
Andreas "Andy" Ekenmo, tidigare Johansson, är en svensk trummis född i Ängelholm.
Andy Johansson startade sitt eget dansband, Jan Andys, i början av 1980-talet. Han spelade i Candela från 1992, då han gick sista året i gymnasiet till 1998. Därefter spelade han i Bengt Hedins 1998–2004, i Hedins 2004–2007 (namnbytet skedde då Conny Hedin tog över) och från 2007 i Claes Lövgrens.
Sedan 2017 sjunger och spelar han trummor i bandet Donnez.